# Cirkelspark
Et cirkelspark (fra koreansk Dollyo-chagi, cirkel-spark) er et spark hvor udøveren løfter benet og roterer foden/knæet rundt om sig selv, hvorved benet strækkes ud og derved slår med skinnebenet eller foden. Cirkelspark er kraftige angreb og bruges særligt spark indenfor koreansk kampkunst, f.eks. taekwondo. Det hører til blandt de første spark man lærer i taekwondo og findes i flere varianter. I japansk kampkunst, f.eks. karate, kaldes sparket mawashi-geri.

## Udførelse
Der er flere varianter af sparket f.eks. baldeung dollyo chagi, hvor der rammes med vristen og apchook dollyo chagi, hvor der rammes med fodbalden. Førstnævnte er en del af Dansk Taekwondo Forbunds officielle pensum til 9. Kup – gult bælte.
Med baldeung dollyo chagi trækkes knæet op til brystet, hoften drejes og underbenet føres i en horisontal linje mod målet med vristen strakt – der rammes med vristen, også kaldet baldeung på koreansk.
- spark med rotation af hofterne og krop i retning af sparket
- spark i modangreb
- Højt spark med højre ben.